# Сунгоркин, Владимир Николаевич
Влади́мир Никола́евич Сунго́ркин (16 июня 1954, Хабаровск, РСФСР, СССР — 14 сентября 2022, Рощино, Приморский край, Россия) — советский и российский журналист, репортёр и медиаменеджер, колумнист. Главный редактор газеты «Комсомольская правда» (1997—2022). По совместительству генеральный директор ЗАО «Комсомольская правда» (2002—2022). В декабре 2003 года вошёл в пятёрку самых влиятельных медиаменеджеров постсоветской России по версии журнала «Карьера» и еженедельника «Новый Взгляд». Заслуженный журналист Российской Федерации (2018).
Из-за вторжения России на Украину, как пропагандист, находился под международными санкциями всех стран Евросоюза, Великобритании и ряда других стран.

## Образование
В 1976 году окончил Дальневосточный государственный университет (факультет журналистики).

## Карьера

### Начало карьеры (1976—1985)
- Журналистикой Сунгоркин профессионально занимался c 1976 года. Начинал карьеру в качестве собственного корреспондента газеты «Комсомольская правда» в зоне строительства Байкало-Амурской железнодорожной магистрали, которая являлась одним из приоритетных объектов внимания советской прессы того периода.
- С 1981 по 1985 год — собственный корреспондент газеты «Советская Россия» (на этой должности его сменил журналист-земляк Владимир Мамонтов[9], который позднее работал вместе с Сунгоркиным в газете «Комсомольская правда»). Сам Сунгоркин вспоминает об этом периоде своей биографии[10]:

Четыре года проработал в «Советской России», тогда руководимой Михаилом Ненашевым и бывшей... лучшей газетой страны.

### «Комсомольская правда»
- В газете «Комсомольская правда» Сунгоркин делал карьеру с 1985 года, занимая поэтапно различные должности — от заместителя редактора отдела рабочей молодёжи до главного редактора.
- С 1992 года — главный исполнительный директор акционерного общества «Комсомольская правда»[11].
- В 1993 году общим собранием акционеров Сунгоркин избран исполнительным директором АОЗТ «Комсомольская правда». Медиаменеджер и журналист В.Мамонтов вспоминал об этом периоде редакционной истории (2010 год)[12]:

«К власти» тогда пришла группа товарищей, примкнувших к Сунгоркину. В… борьбе с теми, кто примкнул к Муратову и Кушнерёву, которые создали не менее прекрасный проект «Новая газета». Те же, кто остался на консервативных позициях, продолжали выпускать «Комсомольскую правду».
- С 1994 года — председатель совета АОЗТ «Комсомольская правда».
- В 1997 году избран главным редактором газеты «Комсомольская правда».
- С 1998 года — председатель Совета директоров ЗАО «Комсомольская правда».
- С 29 апреля 1999 года — главный редактор газеты «Комсомольская правда».
- С 2002 года совмещал две должности: генеральный директор и главный редактор ЗАО ИД «Комсомольская правда»; Сунгоркин комментировал совмещение должностей следующим образом[13]:

Проклятие российской журналистики, которое все почему-то считают благом, — это разделение должностей главного редактора и генерального директора издания. Все мультимедийные дома должны иметь жёсткую вертикаль власти, которая замыкается на одном человеке.
- СМИ утверждали, что с 2007 года владельцем газеты является бизнесмен Григорий Берёзкин, председатель совета директоров группы «ЕСН», которая приобрела её у компании «Проф медиа» и норвежской медиа-группы «A-pressen». Председатель совета директоров конкурирующей медиа-группы — ИД «Ашет Филипаки Шкулев» Виктор Шкулёв утверждал, что «ЕСН», существующая с 1990 года, близка к ОАО «РЖД» и её президенту Владимиру Якунину[14].

### Санкции
В апреле 2022 года, после вторжения России на Украину, Евросоюз ввёл санкции против Сунгоркина, так как он «распространяет и легитимизирует агрессивную антиукраинскую и антизападную пропаганду путинского режима под непосредственным руководством Кремля в одном из самых популярных российских СМИ».
8 июля 2022 года был включен в санкционный список Канады «российских агентов дезинформации» которые несут ответственность «за создание условий и поддержку неспровоцированного и неоправданного вторжения России в Украину».
Также, по аналогичным основаниям, был включён в санкционные списки Великобритании, Украины и Швейцарии.

### Сетевые и смежные проекты

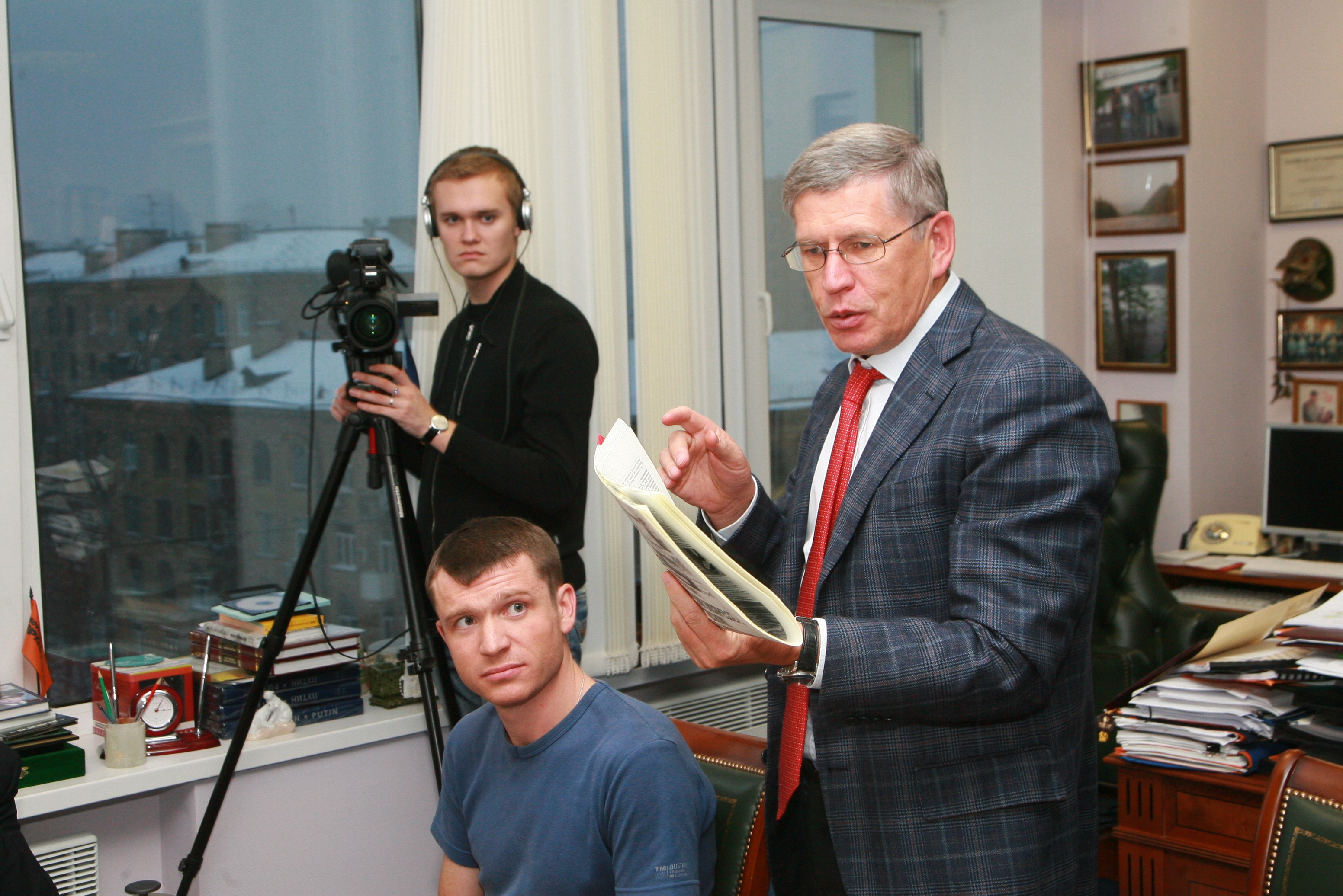
В редакции газеты «Комсомольская правда», 2010 год

В своём выступлении на молодёжном форуме «Селигер-2009» в 2009 году Сунгоркин рассказал:
Сейчас развивается интернет… в этой области «Комсомольская правда» первая в России… Но тот факт, что сейчас СМИ активно ринулись в интернет, влечёт за собой снижение грамотности.
При этом Сунгоркин считал, что «нет шансов победить, продавая контент в интернете».
На базе традиционной ежедневной газеты Сунгоркиным создана мульдимедийная структура, одна из самых значительных в России. В феврале 2009 года под торговой маркой «Комсомольская правда» стартовало радио. В 2010 году была подготовлена площадка под аналогичный телевизионный проект. Проект был запущен в 2011 году, но спустя некоторое время закрыт.
В составе холдинга — линейка сайтов: KP.RU, KP.BY, KP.UA, KP.MD и ряд других.

## Профессиональный вклад

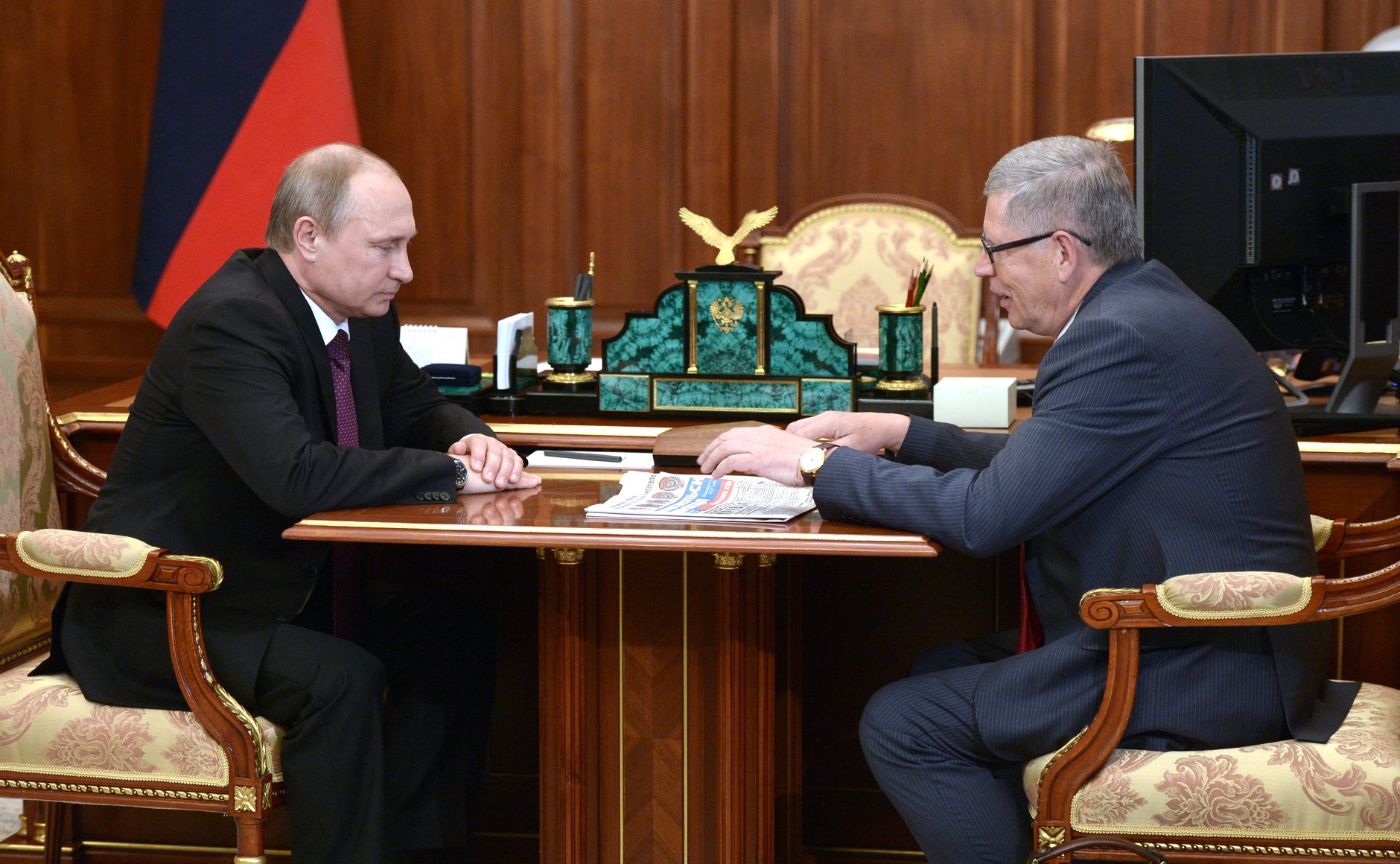
Встреча Владимира Путина с Владимиром Сунгоркиным, 26 мая 2015 года

- Сунгоркин — один из инициаторов создания Национальной тиражной службы[24].
- Один из основателей Издательского дома «Комсомольская правда». Эта организация, помимо десятков региональных изданий «КП» (существуют 72 региональных предприятия в стране, которые делают вкладки и позиционируют издание, как «газету вашего города»), выпускает ещё «Экспресс-газету» и спортивные еженедельники («Советский спорт» и «Футбол»)[25][26][27].
- При участии Сунгоркина «с нуля создали свою киосковую сеть „Сегодня-Пресс“»[28].
- Сунгоркин перевёл газету в таблоидный формат 1 января 1999 года, то есть за три года до перехода на данный формат многих российских и зарубежных изданий, включая такие респектабельные как Times[24].
- Создал на базе собкорской сети «КП» всероссийский холдинг таблоидов. При этом Сунгоркин полагает[29], что в России очень слабые таблоиды.
- С ноября 2001 года ежедневная «Комсомольская правда» выходит в полном цвете[30].
- Несмотря на кризис, в первом полугодии 2009 года прибыль холдинга выросла на 21 %[24].
- Намеревался рекрутировать журналистов среди молодёжи[31]. Одним из первых российских медиаменеджеров оценил преимущества интернета[32], утверждал, «что большинство сайтов СМИ в России очень слабые»[33]. В 2010 году Сунгоркин заметил:[34]

Все чиновники привыкли читать печатную версию. Так что для политиков мы ещё много лет, лет пять, будем издавать газету.
- В 2009 году критика отмечала, что Сунгоркина-главреда более всего волнует проблема, как «Комсомолке» не потерять любовь читателей, завоёвывая дружбу с властью[35].

## Общественная деятельность
- С 2006 года — член Общественных советов при Министерстве обороны России, МЧС России, Министерстве транспорта России, Федеральной службе по контролю за оборотом наркотиков.
- Постоянный член исполнительного совета Всемирной организации редакторов газет (WEF), курирующий Россию и страны СНГ[источник не указан 3072 дня].
- С 26 августа 2013 года — член Совета по присуждению премий Правительства Российской Федерации в области средств массовой информации[36].

В январе 2018 года был зарегистрирован доверенным лицом Владимира Путина на президентских выборах 18 марта 2018 года.

## Смерть
Скончался 14 сентября 2022 года на 69-м году жизни в Приморском крае во время экспедиции по сбору материала о первопроходце Дальнего Востока В. К. Арсеньеве. Причиной смерти стал инсульт.
16 сентября похоронен на Троекуровском кладбище. Похороны посетили: министр внутренних дел РФ Владимир Колокольцев, мэр Москвы Сергей Собянин, первые заместители руководителя администрации президента РФ Сергей Кириенко и Алексей Громов (считавшийся куратором информационной политики), советник президента РФ и председатель Совета при президенте РФ по развитию гражданского общества и правам человека Валерий Фадеев, руководитель Россотрудничества Евгений Примаков, главный редактор телеканала RT Маргарита Симоньян, журналист Виталий Третьяков, глава Ассоциации юристов России Сергей Степашин, официальный представитель МИД России Мария Захарова.

## Награды и премии
- Орден «За заслуги перед Отечеством» IV степени (2014 год)[42][43]
- Премия ФСБ России (2017, специальная премия, в составе авторского коллектива) в номинации «Художественная литература и журналистика» — за подарочную книгу-альбом «ВЧК. Главные документы»
- Заслуженный журналист Российской Федерации (27 декабря 2018 года) — за заслуги в развитии отечественной журналистики и многолетнюю плодотворную работу[44]
- Почётная грамота Президента Российской Федерации (12 ноября 2019 года) — за заслуги в укреплении дружественных российско-белорусских отношений[45]
- Медали «За строительство Байкало-Амурской магистрали» и «За трудовое отличие» (1981 год)
- Орден «Знак Почёта» (1985 год)
- Орден Дружбы (14 января 2009 года, Южная Осетия) — за личный вклад в организацию объективного освещения картины событий в Республике Южная Осетия в период вооружённой агрессии Грузии в августе 2008 года[46]
- Медаль «За освобождение Крыма и Севастополя» (17 марта 2014 года) — за личный вклад в дело по возвращению Крыма в Россию[47]
- Премия Правительства Российской Федерации в области средств массовой информации (27 декабря 2022 года, посмертно) —  за персональный вклад в развитие средств массовой информации[48]
- Лауреат премии «Ленинского комсомола» (1986 год)
- Лауреат премии «Медиаменеджер России — 2003» в номинации «Печатные СМИ»[49]
- Лауреат премии «Медиаменеджер России — 2015» в номинации «За социальную ответственность медиабизнеса» (2 июля 2015 года)[50]
- Лауреат премии «Золотое перо России» (2021) в номинации «Легенда российской журналистики».
- Премия Правительства Российской Федерации в области средств массовой информации (27 декабря 2022 года) — За персональный вклад в развитие СМИ (посмертно)[51].
- Юбилейный нагрудный знак Московской областной Думы «20 лет Московской областной Думе» (28 ноября 2013 года)[52].

## Выступления в СМИ

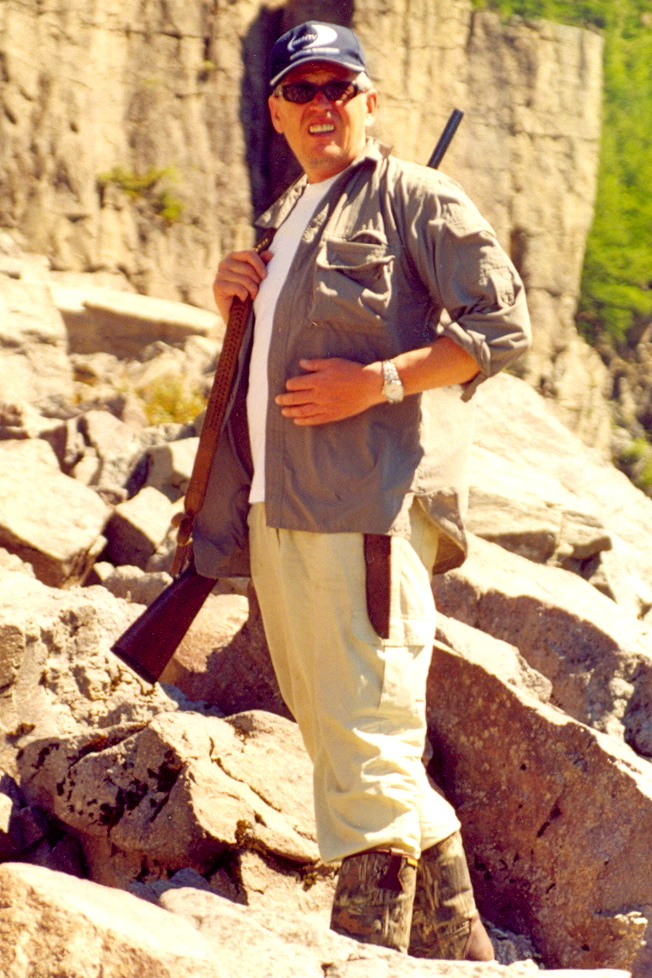
На охоте, 2010 год

Поскольку Сунгоркин являлся одной из заметных фигур в медиаотрасли, его выступления в прессе имели значительный резонанс.
В одном из интервью сайту Slon.ru Владимир Сунгоркин отметил:
Из «Комсомолки» было два многолюдных исхода. «Новая газета», например, полностью создавалась теми, кто отсюда ушёл, что, кстати, не мешает мне дружить и с Муратовым, и с Кожеуровым, и с Зоей Ерошок — и со многими другими по-настоящему умными людьми. Но многие из тех, кто ушёл не по своей воле, создают ауру: «Вот при нас газета была духоподьёмной». Я в этой газете с 75-го года работаю и уж знаю, какой она была — и при тех, и при других, и при третьих…

Порой Сунгоркин делал достаточно резкие заявления. Например, в одном из интервью он заметил, что про рынок дистрибуции много глупостей говорят те издатели, которые неудачливы на этом рынке.
Часто отвечал на вопросы читателей «КП» в прямом эфире, принадлежащей холдингу радиостанции.
В своих публичных выступлениях Сунгоркин признавал, что в России есть проблемы с гражданским обществом.
Касаясь принципиальных отношений с властью, Сунгоркин в январе 2012 года в интервью телеканалу «Дождь» разъяснил: «А мне вообще Путин нравится — вчерашний, позавчерашний, завтрашний».

## Некоторые факты

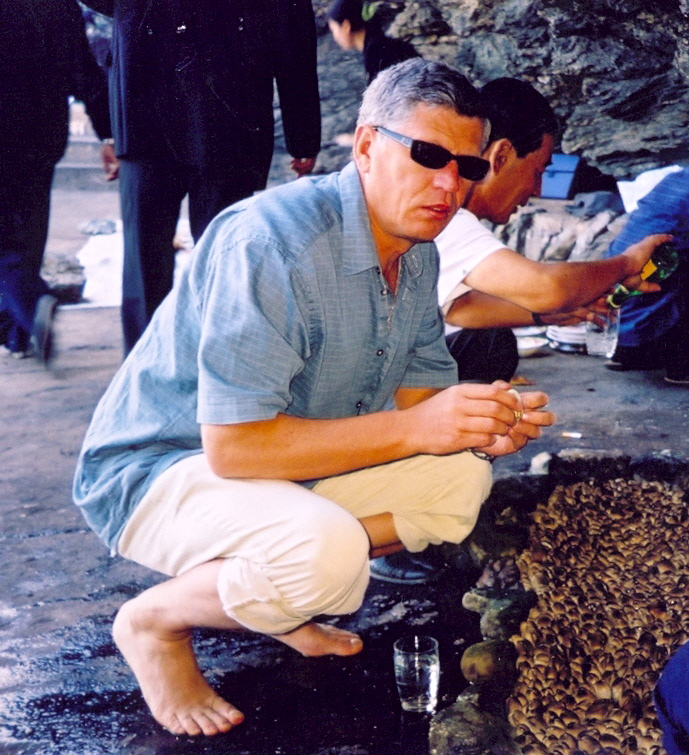
В отпуске (Юго-Восточная Азия), 2009 год

- Сунгоркин утверждал, что СМИ — это прежде всего бизнес[58][59][60] и  был уверен в «неизбежности гибели большинства ежедневных газет»[61].
- Сунгоркин на своей летучке так наставлял редакторов: «Умничаете, поэтому и тиражи падают. Печатайте карту грибных мест[62]. Осень, люди за грибами ходят»[63].
- По воспоминаниям Дмитрия Стешина, Сунгоркин «не боялся поднимать темы, от которых все СМИ когда-то шарахались — типа нелегальной миграции или этнической преступности. <…> Он был русский и православный человек <…>»[64].
- Коллеги по «Комсомольской правде» называли главного редактора Суней, «наверное, потому, что он слегка похож на китайца, особенно, когда смеется»[65].
- Как-то Сунгоркин саркастически признался, «что его Бог за всё простит, если он печатает Василия Михайловича Пескова с его „Окном в природу“»[66].
- В 2008—2009 годах — член Общественной палаты РФ (член Комиссии по коммуникациям, информационной политике и свободе слова в средствах массовой информации)[67][68]. Как пишут, «Сунгоркина хорошо знают в Кремле»[69][70][71].
- В газете «Комсомольская правда» работают и работали многие земляки-дальневосточники главного редактора: спецкор Дарья Асламова (Хабаровск), шеф-редактор еженедельного выпуска «КП» Наталья Барабаш (Владивосток)[72], экс-главред Владимир Мамонтов (Владивосток), бывший главный редактор радио «КП» Александр Куприянов[25] и др.
- В декабре 2012 года стал жертвой проделки политшутников. Информагентства распространили о Сунгоркине сообщения, будто он стал первым россиянином, действие чьей американской визы было приостановлено в связи с принятием в США Акта Магнитского[73][74]. Вскоре выяснилось, что информация оказалась мистификацией[75][76].

## Семья
Родился в семье мичмана Краснознамённой Амурской флотилии. О своих предках Владимир Николаевич рассказывал коллегам-журналистам:
По отцовской линии происхожу из Поволжья, из удмуртского крестьянского рода Сунгоркиных, жившего на территории современной Чувашии и переселенного в конце XIX века на Байкал.
Был женат, первая жена — Ольга, ровесница, имел троих детей. Сын Владимир, в 2003 году окончил аэрокосмический факультет МАИ, работает в газете «Вечерняя Москва», курирует сайт этого издания.
вторая жена — Безрукова Татьяна Александровна.